# Dextroanfetamina
A dextroanfetamina (D-AMP; nome comercial: Dexedrina) é um estimulante do sistema nervoso central (SNC) sintetizado no século XX. Ela é um tipo de anfetamina, substâncias simpatomiméticas que têm a estrutura química básica da beta-fenetilamina. 
A dextroanfetamina é absorvida rapidamente por via oral, e alcança seu pico plasmático entre 1 a 3 horas após a administração. Possui uma meia-vida de aproximadamente 8 a 12 horas, o que faz com que seja necessária a sua administração em dois a três tomadas por dia. Metade de sua eliminação é feita através de metabolização hepática e metade é eliminada inalterada na urina. A acidificação da urina acelera sua excreção.[carece de fontes?]
A dextroanfetamina é o mais potente dos simpaticomiméticos (substâncias que estimulam o sistema nervoso simpático) devido a sua capacidade de atuar tanto no sistema dopaminérgico quanto no sistema noradrenérgico.[carece de fontes?]

## Usos clínicos
Algumas aplicações da dextroanfetamina são:[carece de fontes?]
- Foi também utilizada no tratamento da narcolepsia e nos distúrbios envolvendo déficits de atenção e hiperatividade em crianças
- É usado na forma de sulfato ou de cloridrato como estimulante do sistema nervoso central
- Tratamento do TDAH e da narcolepsia